# 1970-es wimbledoni teniszbajnokság
Az 1970-es wimbledoni teniszbajnokság az év harmadik Grand Slam-tornája, a wimbledoni teniszbajnokság 84. kiadása volt, amelyet június 22–július 4. között rendeztek meg. A férfiaknál az ausztrál John Newcombe, nőknél a szintén ausztrál Margaret Court nyert.

## Döntők

### Férfi egyes
John Newcombe –  Ken Rosewall, 5–7, 6–3, 6–2, 3–6, 6–1

### Női egyes
Margaret Court –  Billie Jean King, 14–12, 11–9

### Férfi páros
John Newcombe /  Tony Roche –  Ken Rosewall /  Fred Stolle, 10–8, 6–3, 6–1

### Női páros
Rosie Casals /  Billie Jean King –  Françoise Durr /  Virginia Wade, 6–2, 6–3

### Vegyes páros
Ilie Năstase /  Rosie Casals –  Alex Metreveli /  Olga Morozova, 6–3, 4–6, 9–7

## Juniorok

### Fiú egyéni
Byron Bertram –  Frank Gebert, 6–0, 6–3

### Lány egyéni
Sharon Walsh –  Marina Krosina, 8–6, 6–4
A junior fiúk és lányok páros versenyét csak 1982-től rendezték meg.